# 20156 Хербвіндолф
20156 Хербвіндолф (20156 Herbwindolf) — астероїд головного поясу, відкритий 13 жовтня 1996 року.
Тіссеранів параметр щодо Юпітера — 3,593.